# Franz Stephani
Franz Julius Friedrich Stephani (* 8. Juli 1796 in Wertheim; † 4. Dezember 1860 in Karlsruhe) war Jurist, badischer Beamter und Oberkirchenrat der badischen Landeskirche.

## Leben
Stephani war ein Sohn des Hofrats Stephani, der in Diensten der Grafschaft Löwenstein stand. Nach dem Studium der Rechtswissenschaften an der Ruprecht-Karls-Universität Heidelberg  trat er 1818 als Rechtspraktikant beim Bezirksamt Wertheim in den Dienst des Großherzogtums Baden. 1823 avancierte er in Wertheim zum Assessor und 1828 zum Amtmann. Zehn Jahre später wurde er Regierungsrat beim Oberrheinkreis. Hier war er 1848 in die Niederschlagung des Heckeraufstands involviert. Am 20. April 1848 vor dem Gefecht auf der Scheideck forderte Stephani die Nachhut der Heckerkolonne unter dem Archivar Karl Kaiser vergeblich zur Aufgabe auf. Zwei Sunden später sah er beim Gefecht den Sturz des tödlich getroffenen Generals Friedrich von Gagern, wobei sein erster Bericht keinerlei Hinweis enthielt, der den späteren Vorwurf gegenüber Hecker bzgl. heimtückischer Ermordung des Generals enthielt.
1849 war er als außerordentlicher Geschäftsträger des Großherzogtums in Bern eingesetzt, bis er im Januar 1850 Stadtdirektor in Mannheim wurde. 1855 wurde er Mitglied des evangelischen Oberkirchenrats.

## Schriften
- Bericht des den Truppen im Oberland als Civilkommissär beigegebenen Regierungsrath Stephani, von Lörrach den 20. April 1848. In: Das Gefecht bei Kandern und Tod des Generallieutenants von Gagern am 20. April. Nach neuen, bisher unveröffentlichten Aktenstücken. Verlag Franz Nöldeke, Karlsruhe 1848, S. 5 Google Books

## Ehrungen
1851 erhielt er den preußischen Roter Adlerorden 3. Klasse und 1853 das Ritterkreuz 1. Klasse des Großherzoglich Hessischen Ludwigsordens.